# 大城伸彦
大城 伸彦（おおしろ のぶひこ、1939年〈昭和14年〉4月7日 - ）は、日本の政治家。元静岡県伊豆市長（1期）。

## 来歴
明治大学工学部卒。東芝に入り、東芝テック三島工場長などを務めた。2001年静岡県修善寺町長に当選。2004年修善寺町は近隣3町と合併し、伊豆市が誕生。合併後の市長選挙に当選した。市長を1期務める。2008年退任した。